# Mauertrockenlegung
Unter einer Mauertrockenlegung versteht man alle Maßnahmen zur Entfernung von eingedrungener Feuchtigkeit in Mauerwerk einschließlich Maßnahmen zur Verhinderung der Feuchtigkeitsaufnahme durch Methoden der Bauwerksabdichtung, wobei die Feuchtigkeit entweder als Flüssigkeit oder als Dampf aufgenommen wird (wovon die Gegenmaßnahme abhängt):

## Feuchtigkeitsaufnahme
- in flüssiger Form
  - Bodenwässer (Grundwasser und Sickerwasser)
  - Regen- und Spritzwasser oder Wassereinwirkung durch Schlagregen
  - kapillarer Feuchtigkeitstransport
  - Wassereindringen von oben (Luftarten)
  - vagabundierendes Wasser aus undichten Leitungen
- dampfförmig:
  - durch Kondensation
  - hygroskopische Wasseraufnahme
  - Adsorption und Absorption (Physik)  mit Diffusion der Luftfeuchte (siehe auch Wasserdampfdiffusionswiderstand)
  - Kondensation in Kapillaren (Kapillarkondensation)
  - Einpressung feuchter Luft durch Windlasten
- wandinhärente (anhaftende) Feuchtigkeit
  - durch den Bauprozess in die Bausubstanz eingebrachtes Wasser (Baufeuchtigkeit), sowohl überschüssiges Mörtelwasser als auch durch Abbindevorgänge frei gewordenes Wasser oder wenn die Baustoffe bei feuchter Lagerung Wasser aufgenommen haben.

## Trocknungsverfahren
- Mauertrocknung durch Hydrophobierung
- Mauertrocknung durch Adsorption
- Kondensationstrocknung
- Trocknung durch Aufstellen von mobilen Heizgeräten
- Bauwerkstrocknung mit Infrarot-Funktionskeramik, Durchtrocknung bis zu 1 m Wandstärke möglich. (Infrarot A-Welle)
- Luftumschlag durch Ventilatoren
- Stoßlüften und Trockenheizen (durch Stoßlüften wird kalte trockene Luft von außen in den feuchten Bau geleitet), dabei muss verhindert werden, dass weitere Feuchtigkeit aufgenommen wird.
- Vermeiden der Austrocknungsverhinderung von Baukörpern, also Austrocknung, bevor Bodenbeläge oder Fassadenverkleidungen angebracht werden
- Ausheizen
  - Elektrophysikalische Mauertrockenlegung

## Abdichtverfahren (Mauerwerksabdichtung)
- aktive Verfahren, bei denen die Abdichtung auf der Seite erfolgt, auf der Wasser in die Mauer eindringt, damit wird verhindert, dass Wasser oder Feuchte „aktiv“ in die Mauer eindringt, beispielsweise
  - Hydrophobierung
  - Horizontalsperre
  - Injektionsverfahren
  - Kapillarbrechende Schicht
  - Dichtschlämme
  - vorbeugende Imprägnierung von Baustoffen
  - wasserundurchlässige Bauwerke („Weiße Wanne“, „Schwarze Wanne“, „Braune Wanne“, „K-Wanne“)
- passive Verfahren, bei denen die Abdichtung auf jener Seite erfolgt, die der Seite an der Wasser in die Mauer eindringt gegenüberliegt, wenn das Wasser schon eingedrungen ist
  - Hydrophobierung

## Mögliche Bauschäden
Durch feuchte Mauern können Bauschäden entstehen, beispielsweise
- Transport löslicher Salze, die beim Auskristallisieren den Verputz zerstören können, siehe dazu Ausblühung
- Schimmelflecken, Schwarzschimmel
- Frostschäden als Folge der Feuchtigkeitsaufnahme
- Bindemittelumwandlung und -umlagerung, speziell bei Natursteinen und Putzen
- Verfärbung der Baustoffoberfläche durch Salzbildung (z. B. bei Natursteinen, die Eisenverbindungen enthalten)